# Larry Rhoden
Pour les articles homonymes, voir Rhoden.
Larry Rhoden, né le 5 février 1959 à Sturgis (Dakota du Sud), est un homme politique américain. Membre du Parti républicain, il est gouverneur du Dakota du Sud depuis le 25 janvier 2025.

## Biographie
En juillet 2013, il annonce sa candidature aux élections sénatoriales de 2014 pour succéder au démocrate Tim P. Johnson. Il est largement battu lors de la primaire républicaine du 3 juin 2014 par l'ancien gouverneur Mike Rounds.
Le 20 juin 2018, Kristi Noem, candidate républicaine au poste de gouverneur pour l'élection de 2018, annonce avoir choisi Rhoden comme candidat au poste de lieutenant-gouverneur. Le ticket remporte l'élection du 6 novembre 2018 avec 51 % des voix, contre 48 % pour le ticket démocrate. Rhoden prend ses fonctions de lieutenant-gouverneur le 5 janvier 2019.
En mai 2020, il est nommé par Kristi Noem au poste de secrétaire à l'agriculture du Dakota du Sud, en remplacement de la secrétaire démissionnaire Kim Vanneman. Ses fonctions prennent fin quand le département de l'agriculture est fusionné avec celui des ressources naturelles quelques mois plus tard. 
Le 25 janvier 2025, il devient gouverneur après que Kristi Noem ait démissionné pour prendre ses fonctions de secrétaire à la Sécurité intérieure des États-Unis.